# 1. divisjon 2000 (football americano)
La 1. divisjon 2000 è la 15ª edizione del campionato di football americano di primo livello, organizzato dalla NAIF.

## Squadre partecipanti
| Club                 | Città     | Stadio | Sponsor ufficiale | Risultato nella stagione 1999 |
| -------------------- | --------- | ------ | ----------------- | ----------------------------- |
| Eidsvoll 1814's      | Eidsvoll  |        |                   |                               |
| NTNUI Nidaros Domers | Trondheim |        |                   |                               |
| Oslo Vikings         | Oslo      |        |                   |                               |
| Vålerenga Trolls     | Oslo      |        |                   |                               |

## Stagione regolare

### Calendario

#### 1ª giornata
| 6 maggio 2000, ore 12:00 | NTNUI Nidaros Domers | 21 – 49 referto | Eidsvoll 1814's |  |

| 6 maggio 2000, ore 12:00 | Oslo Vikings | 75 – 6 referto | Vålerenga Trolls |  |

#### 2ª giornata
| 20 maggio 2000, ore 12:00 | NTNUI Nidaros Domers | 13 – 26 referto | Vålerenga Trolls |  |

#### 3ª giornata
| 27 maggio 2000, ore 12:00 | Vålerenga Trolls | 8 – 38 referto | Eidsvoll 1814's |  |

#### 4ª giornata
| 3 giugno 2000, ore 12:00 | Oslo Vikings | 63 – 0 referto | NTNUI Nidaros Domers |  |

#### 5ª giornata
| 10 giugno 2000, ore 12:00 | Vålerenga Trolls | 14 – 29 referto | NTNUI Nidaros Domers |  |

| 10 giugno 2000, ore 12:00 | Oslo Vikings | 43 – 14 referto | Eidsvoll 1814's |  |

#### 6ª giornata
| 17 giugno 2000, ore 12:00 | Eidsvoll 1814's | 6 – 48 referto | Oslo Vikings |  |

#### 7ª giornata
| 24 giugno 2000, ore 12:00 | NTNUI Nidaros Domers | 0 – 59 referto | Oslo Vikings |  |

| 24 giugno 2000, ore 12:00 | Eidsvoll 1814's | 34 – 6 referto | Vålerenga Trolls |  |

#### 8ª giornata
| 1º luglio 2000, ore 12:00 | Vålerenga Trolls | 0 – 56 referto | Oslo Vikings |  |

| 1º luglio 2000, ore 12:00 | Eidsvoll 1814's | 41 – 28 referto | NTNUI Nidaros Domers |  |

### Classifica
La classifica della regular season è la seguente:
- PCT = percentuale di vittorie, G = partite giocate, V = partite vinte,  P = partite perse, PF = punti fatti, PS = punti subiti

| Pos. | Squadra              | PCT   | G | V | N | P | PF  | PS  |
| ---- | -------------------- | ----- | - | - | - | - | --- | --- |
| 1    | Oslo Vikings         | 1.000 | 6 | 6 | 0 | 0 | 344 | 26  |
| 2    | Eidsvoll 1814's      | .667  | 6 | 4 | 0 | 2 | 182 | 154 |
| 3    | NTNUI Nidaros Domers | .167  | 6 | 1 | 0 | 5 | 91  | 252 |
| 4    | Vålerenga Trolls     | .167  | 6 | 1 | 0 | 5 | 60  | 245 |

## Playoff

### Tabellone
|  | Wild Card | Wild Card         | Wild Card |  |  | Semifinali | Semifinali           | Semifinali |  |  | XV NM-Finale | XV NM-Finale    | XV NM-Finale |
|  |           |                   |           |  |  |            |                      |            |  |  |              |                 |              |
|  |           |                   |           |  |  | 2          | Eidsvoll 1814's      | 62         |  |  |              |                 |              |
|  |           | Sandnes Oilers    | 1         |  |  |            | Sandnes Oilers       | 0          |  |  |              |                 |              |
|  |           | Bærum Blue Devils | 0 d.g.s.  |  |  |            |                      |            |  |  | 2            | Eidsvoll 1814's | 20           |
|  |           |                   |           |  |  |            |                      |            |  |  | 1            | Oslo Vikings    | 68           |
|  |           |                   |           |  |  | 1          | Oslo Vikings         | 1          |  |  |              |                 |              |
|  |           |                   |           |  |  | 3          | NTNUI Nidaros Domers | 0 d.g.s.   |  |  |              |                 |              |

### Wild Card
| 2000 | Sandnes Oilers | 1 – 0 (a tavolino) | Bærum Blue Devils |  |

### Semifinali
| 8 luglio 2000, ore 12:00 | Oslo Vikings | 1 – 0 (a tavolino) referto | NTNUI Nidaros Domers |  |

| 8 luglio 2000, ore 12:00 | Eidsvoll 1814's | 62 – 0 referto | Sandnes Oilers |  |

### XV NM Finale
| 15 luglio 2000, ore 12:00 | Oslo Vikings | 68 – 20 referto | Eidsvoll 1814's |  |

## Verdetti
- Oslo Vikings Campioni della Norvegia 2000